# SZA (Sängerin)/Auszeichnungen für Musikverkäufe

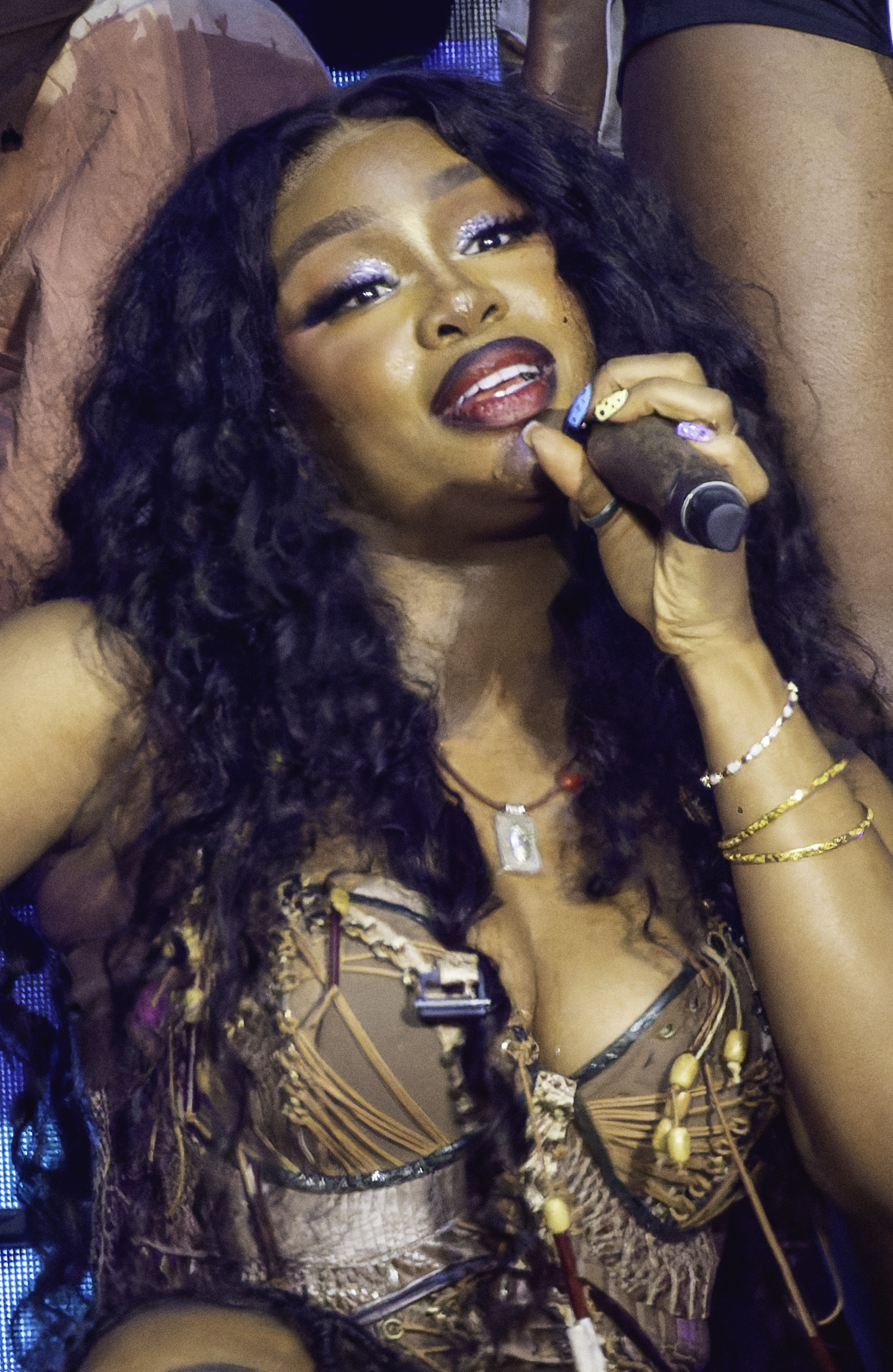
SZA (2024)

Dies ist eine Übersicht über die Auszeichnungen für Musikverkäufe der US-amerikanischen Sängerin SZA. Die Auszeichnungen finden sich nach ihrer Art (Gold, Platin usw.), nach Staaten getrennt in chronologischer Reihenfolge, geordnet sowie nach den Tonträgern selbst, ebenfalls in chronologischer Reihenfolge, getrennt nach Medium (Alben, Singles usw.), wieder.

## Auszeichnungen
| - Vereinigtes Königreich - 2022: für die Single Drew Barrymore - 2022: für die Single The Other Side - 2023: für das Lied I Do - 2023: für das Lied Supermodel - 2023: für die Single No Love - 2023: für das Lied Low - 2023: für die Single Hit Different - 2023: für die Single Garden (Say It Like Dat) - 2024: für das Lied Normal Girl - 2024: für das Lied Blind - 2024: für das Lied Telekinesis - 2024: für die Single Slime You Out - 2025: für die Single Doves in the Wind - Australien - 2023: für die Single Nobody Gets Me - 2023: für das Lied Low - 2023: für das Lied Telekinesis - 2023: für die Single No Love - 2024: für das Lied Staring At The Sun - 2024: für die Single Slime You Out - Belgien - 2018: für die Single All the Stars - 2025: für die Single Luther - Brasilien - 2023: für das Album Ctrl - 2023: für die Single Broken Clocks - 2023: für das Lied Normal Girl - 2024: für das Lied Staring At The Sun - 2024: für die Single Drew Barrymore - 2024: für das Lied Seek & Destroy - 2024: für das Lied Love Language - 2024: für das Lied Used - 2024: für das Lied Ghost in the Machine - 2024: für das Lied Open Arms - 2024: für die Single Slime You Out - 2024: für die Single No Love - Dänemark - 2023: für die Single Love Galore - 2024: für die Single Nobody Gets Me - Deutschland - 2022: für die Single Kiss Me More - 2023: für die Single All the Stars - Frankreich - 2023: für die Single Good Days - 2024: für die Single Snooze - 2024: für die Single The Weekend - 2024: für die Single Consideration - 2025: für die Single Luther - Griechenland - 2025: für die Single Luther - Italien - 2024: für das Album SOS - 2024: für das Lied Telekinesis - Kanada - 2019: für die Single Just Us - 2022: für die Single No Love - 2023: für das Lied 20 Something - 2023: für das Lied Go Gina - 2024: für das Lied Notice Me - 2024: für das Lied Gone Girl - 2024: für das Lied Smoking on My Ex Pack - 2024: für das Lied Conceited - 2024: für das Lied Far - 2024: für das Lied SOS - 2025: für das Lied Too Late - 2025: für das Lied 30 for 30 - Neuseeland - 2018: für die Single The Weekend (Funk Wav Remix) - 2025: für das Lied BMF - Polen - 2023: für die Single Good Days - 2024: für das Lied Rich Baby Daddy - 2024: für das Lied Telekinesis - 2024: für die Single Snooze - Schweden - 2021: für die Single Good Days - 2023: für das Album SOS - 2023: für die Single Snooze - Schweiz - 2021: für die Single Kiss Me More - 2023: für die Single Snooze - 2024: für das Album SOS - Spanien - 2024: für die Single Good Days - 2024: für die Single Snooze - 2025: für das Album SOS - Südafrika - 2021: für die Single Kiss Me More - Ungarn - 2023: für das Album SOS - Vereinigte Staaten - 2021: für das Lied Wavy (Interlude) - 2021: für das Lied Anything - 2022: für die Single Power Is Power - 2023: für das Lied F2F - 2023: für das Lied Gone Girl - 2023: für das Lied Notice Me - 2023: für das Lied Smoking on My Ex Pack - 2023: für das Lied SOS - 2024: für das Lied Conceited - 2025: für das Lied Beautiful - 2025: für das Lied Far - 2025: für das Lied Too Late - 2025: für das Lied 2AM - 2025: für das Lied Forgiveless - 2025: für das Lied Tread Carefully - 2025: für das Lied West Savannah - Vereinigtes Königreich - 2024: für die Single Shirt - 2025: für die Single I Hate U - 2025: für die Single Saturn - 2025: für das Lied Open Arms - 2025: für die Single Luther - 2025: für die Single Consideration - Zentralamerika - 2025: für die Single Luther | - Australien - 2022: für die Single Just Us - 2022: für die Single I Hate U - 2023: für die Single Shirt - 2023: für das Album Ctrl - 2024: für das Lied Rich Baby Daddy - 2025: für das Lied I Do - Belgien - 2018: für die Single What Lovers Do - 2023: für die Single Kill Bill - Brasilien - 2023: für die Single I Hate U - 2023: für die Single Nobody Gets Me - 2023: für die Single The Other Side - 2023: für die Single The Weekend - 2023: für das Lied Low - 2023: für die Single Love Galore - 2024: für das Lied Blind - 2024: für die Single Consideration - 2024: für das Lied Telekinesis - 2025: für die Single Luther - Dänemark - 2018: für die Single What Lovers Do - 2023: für die Single Kill Bill - 2023: für das Album Ctrl - 2024: für die Single The Weekend (Funk Wav Remix) - 2024: für die Single Good Days - 2025: für die Single Snooze - Deutschland - 2022: für die Single What Lovers Do - 2025: für die Single Kill Bill - Finnland - 2022: für die Single All the Stars - Frankreich - 2018: für die Single What Lovers Do - 2024: für die Single All the Stars - 2025: für das Album SOS - Griechenland - 2021: für die Single Kiss Me More' - Italien - 2018: für die Single All the Stars - 2021: für die Single Kiss Me More - 2024: für die Single Kill Bill - Kanada - 2021: für das Lied Staring At The Sun - 2023: für die Single Doves in the Wind - 2023: für die Single Drew Barrymore - 2023: für die Single Garden (Say It Like Dat) - 2023: für das Lied Blind - 2023: für das Lied Normal Girl - 2023: für das Lied Supermodel - 2024: für das Lied Love Language - 2024: für das Lied Ghost in the Machine - 2025: für das Lied Special - 2025: für das Lied Used - 2025: für das Lied Seek & Destroy - 2025: für das Lied BMF - 2025: für das Lied F2F - Mexiko - 2023: für die Single Kill Bill - Neuseeland - 2018: für die Single Homemade Dynamite (Remix) - 2020: für die Single Just Us - 2024: für das Lied Rich Baby Daddy - 2024: für die Single Nobody Gets Me - 2024: für das Lied Open Arms - 2024: für die Single Saturn - 2024: für das Lied Supermodel - Niederlande - 2025: für das Album SOS - Österreich - 2022: für die Single Kiss Me More - 2023: für die Single Kill Bill - 2024: für die Single All the Stars - Polen - 2023: für die Single Kill Bill - 2024: für das Album SOS - 2024: für die Single All the Stars - Portugal - 2022: für die Single Good Days - 2025: für das Lied Open Arms - 2025: für das Album SOS - Schweden - 2018: für die Single All the Stars - 2021: für die Single Kiss Me More - 2023: für die Single Kill Bill - Schweiz - 2023: für die Single Kill Bill - Spanien - 2018: für die Single What Lovers Do - 2024: für die Single Kill Bill - 2025: für die Single All the Stars - Vereinigte Staaten - 2021: für die Single Doves in the Wind - 2021: für die Single Just Us - 2021: für die Single The Weekend (Funk Wav Remix) - 2021: für die Single Consideration - 2022: für das Lied Staring At The Sun - 2023: für die Single Nobody Gets Me - 2023: für das Lied 20 Something - 2023: für das Lied Blind - 2023: für das Lied Go Gina - 2023: für das Lied Love Language - 2024: für das Lied Ghost in the Machine - 2024: für das Lied Seek & Destroy - 2024: für das Lied Open Arms - 2024: für das Lied Telekinesis - 2025: für das Lied Special - 2025: für das Lied Used - 2025: für das Lied Awkward - 2025: für das Lied Prom - 2025: für die Single The Other Side - 2025: für das Lied Pretty Little Birds - 2025: für die Single Fue mejor - 2025: für die Single Child’s Play - 2025: für das Lied The Need to Know - Vereinigtes Königreich - 2018: für die Single What Lovers Do - 2021: für die Single The Weekend - 2024: für die Single Love Galore - 2024: für das Album Ctrl - 2024: für die Single Snooze - 2025: für die Single Nobody Gets Me - 2025: für die Single Broken Clocks - 2025: für das Lied Rich Baby Daddy | - Australien - 2019: für die Single The Weekend - 2024: für das Album SOS - Brasilien - 2024: für die Single Shirt - Dänemark - 2024: für die Single All the Stars - 2025: für die Single Kiss Me More - Griechenland - 2024: für die Single Kill Bill - 2025: für die Single All the Stars - Kanada - 2023: für die Single I Hate U - 2023: für das Album Ctrl - 2023: für die Single Broken Clocks - 2024: für das Lied Rich Baby Daddy - 2024: für das Lied Telekinesis - 2025: für die Single Saturn - 2025: für das Lied Open Arms - 2025: für die Single Homemade Dynamite (Remix) - Neuseeland - 2025: für die Single Luther - Norwegen - 2021: für die Single Kiss Me More - Polen - 2021: für die Single What Lovers Do - 2024: für die Single Kiss Me More - Portugal - 2022: für die Single Kiss Me More - 2022: für die Single What Lovers Do - 2024: für die Single Snooze - 2025: für die Single Luther - Spanien - 2024: für die Single Kiss Me More - Ungarn - 2023: für die Single Kill Bill - Vereinigte Staaten - 2018: für die Single All the Stars - 2018: für die Single What Lovers Do - 2022: für die Single Drew Barrymore - 2022: für die Single Consideration - 2023: für das Lied Supermodel - 2024: für die Single No Love - 2025: für das Lied Low - 2025: für das Lied Normal Girl - 2025: für die Single Saturn - Vereinigtes Königreich - 2023: für die Single Kiss Me More - 2024: für die Single Kill Bill - 2025: für das Album SOS - 2025: für die Single Good Days - Australien - 2025: für die Single Luther - Brasilien - 2024: für die Single Snooze - Dänemark - 2025: für das Album SOS - Italien - 2019: für die Single What Lovers Do - Kanada - 2025: für die Single Shirt - 2025: für das Lied Low - Neuseeland - 2025: für die Single Broken Clocks - Schweden - 2018: für die Single What Lovers Do - Vereinigte Staaten - 2025: für die Single Garden (Say It Like Dat) - 2025: für die Single Hit Different - 2025: für die Single Shirt - Vereinigtes Königreich - 2024: für die Single All the Stars - Australien - 2024: für die Single Good Days - 2024: für die Single Snooze - Kanada - 2018: für die Single What Lovers Do - 2022: für die Single Kiss Me More - 2023: für die Single Love Galore - 2025: für die Single Nobody Gets Me - Mexiko - 2025: für die Single Kiss Me More - Neuseeland - 2024: für die Single Love Galore - Portugal - 2024: für die Single Kill Bill - 2025: für die Single All the Stars - Vereinigte Staaten - 2025: für die Single I Hate U - Australien - 2025: für die Single Homemade Dynamite (Remix) - Kanada - 2023: für die Single The Weekend - Neuseeland - 2024: für die Single What Lovers Do - 2024: für die Single Kill Bill - 2025: für die Single Snooze - 2025: für das Album Ctrl - 2025: für die Single The Weekend - 2025: für die Single Good Days - Vereinigte Staaten - 2022: für die Single Kiss Me More - 2025: für das Album Ctrl - Kanada - 2022: für die Single All the Stars - 2025: für die Single Snooze - Neuseeland - 2025: für die Single Kiss Me More - Vereinigte Staaten - 2025: für das Album SOS - 2025: für die Single Broken Clocks - Australien - 2022: für die Single Kiss Me More - 2024: für die Single What Lovers Do - 2024: für die Single Kill Bill - Kanada - 2025: für das Album SOS - 2025: für die Single Good Days - Neuseeland - 2025: für die Single All the Stars - 2025: für das Album SOS - Vereinigte Staaten - 2025: für die Single The Weekend - Vereinigte Staaten - 2025: für die Single Love Galore - 2025: für die Single Good Days - 2025: für die Single Kill Bill - 2025: für die Single Snooze - Kanada - 2025: für die Single Kill Bill - Australien - 2025: für die Single All the Stars - Brasilien - 2024: für die Single Good Days - 2024: für die Single All the Stars - 2024: für das Album SOS - Frankreich - 2023: für die Single Kiss Me More - 2025: für die Single Kill Bill - Brasilien - 2024: für die Single Kill Bill - 2024: für die Single What Lovers Do - Brasilien - 2023: für die Single Kiss Me More |

## Auszeichnungen nach Alben

### Ctrl
| Land/Region                  | Auszeichnungen für Musikverkäufe (Land/Region, Auszeichnung, Verkäufe) | Verkäufe  |
| ---------------------------- | ---------------------------------------------------------------------- | --------- |
| Australien (ARIA)            | Platin                                                                 | 70.000    |
| Brasilien (PMB)              | Gold                                                                   | 20.000    |
| Dänemark (IFPI)              | Platin                                                                 | 20.000    |
| Kanada (MC)                  | 2× Platin                                                              | 160.000   |
| Neuseeland (RMNZ)            | 5× Platin                                                              | 75.000    |
| Vereinigte Staaten (RIAA)    | 5× Platin                                                              | 5.000.000 |
| Vereinigtes Königreich (BPI) | Platin                                                                 | 300.000   |
| Insgesamt                    | 1× Gold · 15× Platin ·                                                 | 5.645.000 |

### SOS
| Land/Region                  | Auszeichnungen für Musikverkäufe (Land/Region, Auszeichnung, Verkäufe) | Verkäufe  |
| ---------------------------- | ---------------------------------------------------------------------- | --------- |
| Australien (ARIA)            | 2× Platin                                                              | 140.000   |
| Brasilien (PMB)              | Diamant                                                                | 160.000   |
| Dänemark (IFPI)              | 3× Platin                                                              | 60.000    |
| Frankreich (SNEP)            | Platin                                                                 | 100.000   |
| Italien (FIMI)               | Gold                                                                   | 25.000    |
| Kanada (MC)                  | 7× Platin                                                              | 560.000   |
| Neuseeland (RMNZ)            | 7× Platin                                                              | 105.000   |
| Niederlande (NVPI)           | Platin                                                                 | 30.000    |
| Polen (ZPAV)                 | Platin                                                                 | 20.000    |
| Portugal (AFP)               | Platin                                                                 | 7.000     |
| Schweden (IFPI)              | Gold                                                                   | 15.000    |
| Schweiz (IFPI)               | Gold                                                                   | 10.000    |
| Spanien (Promusicae)         | Gold                                                                   | 20.000    |
| Ungarn (MAHASZ)              | Gold                                                                   | 2.000     |
| Vereinigte Staaten (RIAA)    | 6× Platin                                                              | 6.000.000 |
| Vereinigtes Königreich (BPI) | 2× Platin                                                              | 600.000   |
| Insgesamt                    | 5× Gold · 31× Platin · 1× Diamant ·                                    | 7.854.000 |

## Auszeichnungen nach Singles

### Child’s Play
| Land/Region               | Auszeichnungen für Musikverkäufe (Land/Region, Auszeichnung, Verkäufe) | Verkäufe  |
| ------------------------- | ---------------------------------------------------------------------- | --------- |
| Vereinigte Staaten (RIAA) | Platin                                                                 | 1.000.000 |
| Insgesamt                 | 1× Platin ·                                                            | 1.000.000 |

### Drew Barrymore
| Land/Region                  | Auszeichnungen für Musikverkäufe (Land/Region, Auszeichnung, Verkäufe) | Verkäufe  |
| ---------------------------- | ---------------------------------------------------------------------- | --------- |
| Brasilien (PMB)              | Gold                                                                   | 20.000    |
| Kanada (MC)                  | Platin                                                                 | 80.000    |
| Vereinigte Staaten (RIAA)    | 2× Platin                                                              | 2.000.000 |
| Vereinigtes Königreich (BPI) | Silber                                                                 | 200.000   |
| Insgesamt                    | 1× Silber · 1× Gold · 3× Platin ·                                      | 2.300.000 |

### Love Galore
| Land/Region                  | Auszeichnungen für Musikverkäufe (Land/Region, Auszeichnung, Verkäufe) | Verkäufe  |
| ---------------------------- | ---------------------------------------------------------------------- | --------- |
| Brasilien (PMB)              | Platin                                                                 | 40.000    |
| Dänemark (IFPI)              | Gold                                                                   | 45.000    |
| Kanada (MC)                  | 4× Platin                                                              | 320.000   |
| Neuseeland (RMNZ)            | 4× Platin                                                              | 120.000   |
| Vereinigte Staaten (RIAA)    | 8× Platin                                                              | 8.000.000 |
| Vereinigtes Königreich (BPI) | Platin                                                                 | 600.000   |
| Insgesamt                    | 1× Gold · 18× Platin ·                                                 | 9.125.000 |

### Doves in the Wind
| Land/Region                  | Auszeichnungen für Musikverkäufe (Land/Region, Auszeichnung, Verkäufe) | Verkäufe  |
| ---------------------------- | ---------------------------------------------------------------------- | --------- |
| Kanada (MC)                  | Platin                                                                 | 80.000    |
| Vereinigte Staaten (RIAA)    | Platin                                                                 | 1.000.000 |
| Vereinigtes Königreich (BPI) | Silber                                                                 | 200.000   |
| Insgesamt                    | 1× Silber · 2× Platin ·                                                | 1.280.000 |

### What Lovers Do
| Land/Region                  | Auszeichnungen für Musikverkäufe (Land/Region, Auszeichnung, Verkäufe) | Verkäufe  |
| ---------------------------- | ---------------------------------------------------------------------- | --------- |
| Australien (ARIA)            | 7× Platin                                                              | 490.000   |
| Belgien (BRMA)               | Platin                                                                 | 30.000    |
| Brasilien (PMB)              | 2× Diamant                                                             | 320.000   |
| Dänemark (IFPI)              | Platin                                                                 | 90.000    |
| Deutschland (BVMI)           | Platin                                                                 | 400.000   |
| Frankreich (SNEP)            | Platin                                                                 | 133.333   |
| Italien (FIMI)               | 3× Platin                                                              | 150.000   |
| Kanada (MC)                  | 4× Platin                                                              | 320.000   |
| Neuseeland (RMNZ)            | 5× Platin                                                              | 150.000   |
| Polen (ZPAV)                 | 2× Platin                                                              | 100.000   |
| Portugal (AFP)               | 2× Platin                                                              | 20.000    |
| Schweden (IFPI)              | 3× Platin                                                              | 240.000   |
| Spanien (Promusicae)         | Platin                                                                 | 40.000    |
| Vereinigte Staaten (RIAA)    | 2× Platin                                                              | 2.000.000 |
| Vereinigtes Königreich (BPI) | Platin                                                                 | 600.000   |
| Insgesamt                    | 34× Platin · 2× Diamant ·                                              | 5.083.333 |

### Homemade Dynamite (Remix)
| Land/Region       | Auszeichnungen für Musikverkäufe (Land/Region, Auszeichnung, Verkäufe) | Verkäufe |
| ----------------- | ---------------------------------------------------------------------- | -------- |
| Australien (ARIA) | 5× Platin                                                              | 350.000  |
| Kanada (MC)       | 2× Platin                                                              | 160.000  |
| Neuseeland (RMNZ) | Platin                                                                 | 30.000   |
| Insgesamt         | 8× Platin ·                                                            | 540.000  |

### The Weekend
| Land/Region                  | Auszeichnungen für Musikverkäufe (Land/Region, Auszeichnung, Verkäufe) | Verkäufe  |
| ---------------------------- | ---------------------------------------------------------------------- | --------- |
| Australien (ARIA)            | 2× Platin                                                              | 140.000   |
| Brasilien (PMB)              | Platin                                                                 | 40.000    |
| Frankreich (SNEP)            | Gold                                                                   | 100.000   |
| Kanada (MC)                  | 5× Platin                                                              | 400.000   |
| Neuseeland (RMNZ)            | 5× Platin                                                              | 150.000   |
| Vereinigte Staaten (RIAA)    | 7× Platin                                                              | 7.000.000 |
| Vereinigtes Königreich (BPI) | Platin                                                                 | 600.000   |
| Insgesamt                    | 1× Gold · 21× Platin ·                                                 | 8.430.000 |

### Consideration
| Land/Region                  | Auszeichnungen für Musikverkäufe (Land/Region, Auszeichnung, Verkäufe) | Verkäufe  |
| ---------------------------- | ---------------------------------------------------------------------- | --------- |
| Brasilien (PMB)              | Platin                                                                 | 60.000    |
| Frankreich (SNEP)            | Gold                                                                   | 100.000   |
| Neuseeland (RMNZ)            | Platin                                                                 | 30.000    |
| Vereinigte Staaten (RIAA)    | Platin                                                                 | 1.000.000 |
| Vereinigtes Königreich (BPI) | Gold                                                                   | 400.000   |
| Insgesamt                    | 2× Gold · 3× Platin ·                                                  | 1.590.000 |

### The Weekend (Funk Wav Remix)
| Land/Region               | Auszeichnungen für Musikverkäufe (Land/Region, Auszeichnung, Verkäufe) | Verkäufe  |
| ------------------------- | ---------------------------------------------------------------------- | --------- |
| Dänemark (IFPI)           | Platin                                                                 | 90.000    |
| Neuseeland (RMNZ)         | Gold                                                                   | 15.000    |
| Vereinigte Staaten (RIAA) | Platin                                                                 | 1.000.000 |
| Insgesamt                 | 1× Gold · 2× Platin ·                                                  | 1.105.000 |

### All the Stars
| Land/Region                  | Auszeichnungen für Musikverkäufe (Land/Region, Auszeichnung, Verkäufe) | Verkäufe  |
| ---------------------------- | ---------------------------------------------------------------------- | --------- |
| Australien (ARIA)            | 13× Platin                                                             | 910.000   |
| Belgien (BRMA)               | Gold                                                                   | 15.000    |
| Brasilien (PMB)              | Diamant                                                                | 160.000   |
| Dänemark (IFPI)              | 2× Platin                                                              | 180.000   |
| Deutschland (BVMI)           | Gold                                                                   | 200.000   |
| Finnland (IFPI)              | Platin                                                                 | 40.000    |
| Frankreich (SNEP)            | Platin                                                                 | 200.000   |
| Griechenland (IFPI)          | 2× Platin                                                              | 40.000    |
| Italien (FIMI)               | Platin                                                                 | 50.000    |
| Kanada (MC)                  | 6× Platin                                                              | 480.000   |
| Neuseeland (RMNZ)            | 7× Platin                                                              | 210.000   |
| Österreich (IFPI)            | Platin                                                                 | 30.000    |
| Polen (ZPAV)                 | Platin                                                                 | 50.000    |
| Portugal (AFP)               | 4× Platin                                                              | 40.000    |
| Schweden (IFPI)              | Platin                                                                 | 80.000    |
| Spanien (Promusicae)         | Platin                                                                 | 60.000    |
| Vereinigte Staaten (RIAA)    | 2× Platin                                                              | 2.000.000 |
| Vereinigtes Königreich (BPI) | 3× Platin                                                              | 2.000.000 |
| Insgesamt                    | 2× Gold · 46× Platin · 1× Diamant ·                                    | 6.745.000 |

### Broken Clocks
| Land/Region                  | Auszeichnungen für Musikverkäufe (Land/Region, Auszeichnung, Verkäufe) | Verkäufe  |
| ---------------------------- | ---------------------------------------------------------------------- | --------- |
| Brasilien (PMB)              | Gold                                                                   | 20.000    |
| Kanada (MC)                  | 2× Platin                                                              | 160.000   |
| Neuseeland (RMNZ)            | 3× Platin                                                              | 90.000    |
| Vereinigte Staaten (RIAA)    | 6× Platin                                                              | 6.000.000 |
| Vereinigtes Königreich (BPI) | Platin                                                                 | 600.000   |
| Insgesamt                    | 1× Gold · 12× Platin ·                                                 | 6.870.000 |

### Garden (Say It Like Dat)
| Land/Region                  | Auszeichnungen für Musikverkäufe (Land/Region, Auszeichnung, Verkäufe) | Verkäufe  |
| ---------------------------- | ---------------------------------------------------------------------- | --------- |
| Kanada (MC)                  | Platin                                                                 | 80.000    |
| Vereinigte Staaten (RIAA)    | 3× Platin                                                              | 3.000.000 |
| Vereinigtes Königreich (BPI) | Silber                                                                 | 200.000   |
| Insgesamt                    | 1× Silber · 4× Platin ·                                                | 3.280.000 |

### Power Is Power
| Land/Region               | Auszeichnungen für Musikverkäufe (Land/Region, Auszeichnung, Verkäufe) | Verkäufe |
| ------------------------- | ---------------------------------------------------------------------- | -------- |
| Vereinigte Staaten (RIAA) | Gold                                                                   | 500.000  |
| Insgesamt                 | 1× Gold ·                                                              | 500.000  |

### Just Us
| Land/Region               | Auszeichnungen für Musikverkäufe (Land/Region, Auszeichnung, Verkäufe) | Verkäufe  |
| ------------------------- | ---------------------------------------------------------------------- | --------- |
| Australien (ARIA)         | Platin                                                                 | 70.000    |
| Kanada (MC)               | Gold                                                                   | 40.000    |
| Neuseeland (RMNZ)         | Platin                                                                 | 30.000    |
| Vereinigte Staaten (RIAA) | Platin                                                                 | 1.000.000 |
| Insgesamt                 | 1× Gold · 3× Platin ·                                                  | 1.140.000 |

### The Other Side
| Land/Region                  | Auszeichnungen für Musikverkäufe (Land/Region, Auszeichnung, Verkäufe) | Verkäufe  |
| ---------------------------- | ---------------------------------------------------------------------- | --------- |
| Brasilien (PMB)              | Platin                                                                 | 40.000    |
| Vereinigte Staaten (RIAA)    | Platin                                                                 | 1.000.000 |
| Vereinigtes Königreich (BPI) | Silber                                                                 | 200.000   |
| Insgesamt                    | 1× Silber · 2× Platin ·                                                | 1.240.000 |

### Hit Different
| Land/Region                  | Auszeichnungen für Musikverkäufe (Land/Region, Auszeichnung, Verkäufe) | Verkäufe  |
| ---------------------------- | ---------------------------------------------------------------------- | --------- |
| Vereinigte Staaten (RIAA)    | 3× Platin                                                              | 3.000.000 |
| Vereinigtes Königreich (BPI) | Silber                                                                 | 200.000   |
| Insgesamt                    | 1× Silber · 3× Platin ·                                                | 3.200.000 |

### Good Days
| Land/Region                  | Auszeichnungen für Musikverkäufe (Land/Region, Auszeichnung, Verkäufe) | Verkäufe   |
| ---------------------------- | ---------------------------------------------------------------------- | ---------- |
| Australien (ARIA)            | 4× Platin                                                              | 280.000    |
| Brasilien (PMB)              | Diamant                                                                | 160.000    |
| Dänemark (IFPI)              | Platin                                                                 | 90.000     |
| Frankreich (SNEP)            | Gold                                                                   | 100.000    |
| Kanada (MC)                  | 7× Platin                                                              | 560.000    |
| Neuseeland (RMNZ)            | 5× Platin                                                              | 150.000    |
| Polen (ZPAV)                 | Gold                                                                   | 25.000     |
| Portugal (AFP)               | Platin                                                                 | 10.000     |
| Schweden (IFPI)              | Gold                                                                   | 40.000     |
| Spanien (Promusicae)         | Gold                                                                   | 30.000     |
| Vereinigte Staaten (RIAA)    | 8× Platin                                                              | 8.000.000  |
| Vereinigtes Königreich (BPI) | 2× Platin                                                              | 1.200.000  |
| Insgesamt                    | 4× Gold · 28× Platin · 1× Diamant ·                                    | 10.645.000 |

### Kiss Me More
| Land/Region                  | Auszeichnungen für Musikverkäufe (Land/Region, Auszeichnung, Verkäufe) | Verkäufe  |
| ---------------------------- | ---------------------------------------------------------------------- | --------- |
| Australien (ARIA)            | 7× Platin                                                              | 490.000   |
| Brasilien (PMB)              | 3× Diamant                                                             | 480.000   |
| Dänemark (IFPI)              | 2× Platin                                                              | 180.000   |
| Deutschland (BVMI)           | Gold                                                                   | 200.000   |
| Frankreich (SNEP)            | Diamant                                                                | 333.333   |
| Griechenland (IFPI)          | Platin                                                                 | 20.000    |
| Italien (FIMI)               | Platin                                                                 | 70.000    |
| Kanada (MC)                  | 4× Platin                                                              | 320.000   |
| Mexiko (AMPROFON)            | 4× Platin                                                              | 560.000   |
| Neuseeland (RMNZ)            | 6× Platin                                                              | 180.000   |
| Norwegen (IFPI)              | 2× Platin                                                              | 120.000   |
| Österreich (IFPI)            | Platin                                                                 | 30.000    |
| Polen (ZPAV)                 | 2× Platin                                                              | 100.000   |
| Portugal (AFP)               | 2× Platin                                                              | 20.000    |
| Schweden (IFPI)              | Platin                                                                 | 80.000    |
| Schweiz (IFPI)               | Gold                                                                   | 10.000    |
| Spanien (Promusicae)         | 2× Platin                                                              | 120.000   |
| Südafrika (RISA)             | Gold                                                                   | 10.000    |
| Vereinigte Staaten (RIAA)    | 5× Platin                                                              | 5.000.000 |
| Vereinigtes Königreich (BPI) | 2× Platin                                                              | 1.200.000 |
| Insgesamt                    | 3× Gold · 42× Platin · 4× Diamant ·                                    | 9.523.333 |

### Fue mejor
| Land/Region               | Auszeichnungen für Musikverkäufe (Land/Region, Auszeichnung, Verkäufe) | Verkäufe  |
| ------------------------- | ---------------------------------------------------------------------- | --------- |
| Vereinigte Staaten (RIAA) | Platin                                                                 | 1.000.000 |
| Insgesamt                 | 1× Platin ·                                                            | 1.000.000 |

### I Hate U
| Land/Region                  | Auszeichnungen für Musikverkäufe (Land/Region, Auszeichnung, Verkäufe) | Verkäufe  |
| ---------------------------- | ---------------------------------------------------------------------- | --------- |
| Australien (ARIA)            | Platin                                                                 | 70.000    |
| Brasilien (PMB)              | Platin                                                                 | 40.000    |
| Kanada (MC)                  | 2× Platin                                                              | 160.000   |
| Vereinigte Staaten (RIAA)    | 4× Platin                                                              | 4.000.000 |
| Vereinigtes Königreich (BPI) | Gold                                                                   | 400.000   |
| Insgesamt                    | 1× Gold · 8× Platin ·                                                  | 4.670.000 |

### No Love
| Land/Region                  | Auszeichnungen für Musikverkäufe (Land/Region, Auszeichnung, Verkäufe) | Verkäufe  |
| ---------------------------- | ---------------------------------------------------------------------- | --------- |
| Australien (ARIA)            | Gold                                                                   | 35.000    |
| Brasilien (PMB)              | Gold                                                                   | 20.000    |
| Kanada (MC)                  | Gold                                                                   | 40.000    |
| Vereinigte Staaten (RIAA)    | 2× Platin                                                              | 2.000.000 |
| Vereinigtes Königreich (BPI) | Silber                                                                 | 200.000   |
| Insgesamt                    | 1× Silber · 3× Gold · 2× Platin ·                                      | 2.295.000 |

### Shirt
| Land/Region                  | Auszeichnungen für Musikverkäufe (Land/Region, Auszeichnung, Verkäufe) | Verkäufe  |
| ---------------------------- | ---------------------------------------------------------------------- | --------- |
| Australien (ARIA)            | Platin                                                                 | 70.000    |
| Brasilien (PMB)              | 2× Platin                                                              | 80.000    |
| Kanada (MC)                  | 3× Platin                                                              | 240.000   |
| Vereinigte Staaten (RIAA)    | 3× Platin                                                              | 3.000.000 |
| Vereinigtes Königreich (BPI) | Gold                                                                   | 400.000   |
| Insgesamt                    | 1× Gold · 9× Platin ·                                                  | 3.790.000 |

### Nobody Gets Me
| Land/Region                  | Auszeichnungen für Musikverkäufe (Land/Region, Auszeichnung, Verkäufe) | Verkäufe  |
| ---------------------------- | ---------------------------------------------------------------------- | --------- |
| Australien (ARIA)            | Gold                                                                   | 35.000    |
| Brasilien (PMB)              | Platin                                                                 | 40.000    |
| Dänemark (IFPI)              | Gold                                                                   | 45.000    |
| Kanada (MC)                  | 4× Platin                                                              | 320.000   |
| Neuseeland (RMNZ)            | Platin                                                                 | 30.000    |
| Vereinigte Staaten (RIAA)    | 3× Platin                                                              | 3.000.000 |
| Vereinigtes Königreich (BPI) | Platin                                                                 | 600.000   |
| Insgesamt                    | 2× Gold · 10× Platin ·                                                 | 4.070.000 |

### Kill Bill
| Land/Region                  | Auszeichnungen für Musikverkäufe (Land/Region, Auszeichnung, Verkäufe) | Verkäufe   |
| ---------------------------- | ---------------------------------------------------------------------- | ---------- |
| Australien (ARIA)            | 7× Platin                                                              | 490.000    |
| Belgien (BRMA)               | Platin                                                                 | 40.000     |
| Brasilien (PMB)              | 2× Diamant                                                             | 320.000    |
| Dänemark (IFPI)              | Platin                                                                 | 90.000     |
| Deutschland (BVMI)           | Gold                                                                   | 300.000    |
| Frankreich (SNEP)            | Diamant                                                                | 333.333    |
| Griechenland (IFPI)          | 2× Platin                                                              | 40.000     |
| Italien (FIMI)               | Platin                                                                 | 100.000    |
| Kanada (MC)                  | 9× Platin                                                              | 720.000    |
| Mexiko (AMPROFON)            | Platin                                                                 | 140.000    |
| Neuseeland (RMNZ)            | 5× Platin                                                              | 150.000    |
| Österreich (IFPI)            | Platin                                                                 | 30.000     |
| Polen (ZPAV)                 | Platin                                                                 | 50.000     |
| Portugal (AFP)               | 4× Platin                                                              | 40.000     |
| Schweden (IFPI)              | Platin                                                                 | 80.000     |
| Schweiz (IFPI)               | Platin                                                                 | 20.000     |
| Spanien (Promusicae)         | Platin                                                                 | 60.000     |
| Ungarn (MAHASZ)              | 2× Platin                                                              | 8.000      |
| Vereinigte Staaten (RIAA)    | 8× Platin                                                              | 8.000.000  |
| Vereinigtes Königreich (BPI) | 2× Platin                                                              | 1.200.000  |
| Insgesamt                    | 1× Gold · 48× Platin · 3× Diamant ·                                    | 12.211.333 |

### Snooze
| Land/Region                  | Auszeichnungen für Musikverkäufe (Land/Region, Auszeichnung, Verkäufe) | Verkäufe  |
| ---------------------------- | ---------------------------------------------------------------------- | --------- |
| Australien (ARIA)            | 4× Platin                                                              | 280.000   |
| Brasilien (PMB)              | 3× Platin                                                              | 120.000   |
| Dänemark (IFPI)              | Platin                                                                 | 90.000    |
| Frankreich (SNEP)            | Gold                                                                   | 100.000   |
| Kanada (MC)                  | 6× Platin                                                              | 480.000   |
| Neuseeland (RMNZ)            | 5× Platin                                                              | 150.000   |
| Polen (ZPAV)                 | Gold                                                                   | 25.000    |
| Portugal (AFP)               | 2× Platin                                                              | 20.000    |
| Schweden (IFPI)              | Gold                                                                   | 40.000    |
| Schweiz (IFPI)               | Gold                                                                   | 10.000    |
| Spanien (Promusicae)         | Gold                                                                   | 30.000    |
| Vereinigte Staaten (RIAA)    | 8× Platin                                                              | 8.000.000 |
| Vereinigtes Königreich (BPI) | Platin                                                                 | 600.000   |
| Insgesamt                    | 5× Gold · 30× Platin ·                                                 | 9.945.000 |

### Slime You Out
| Land/Region                  | Auszeichnungen für Musikverkäufe (Land/Region, Auszeichnung, Verkäufe) | Verkäufe |
| ---------------------------- | ---------------------------------------------------------------------- | -------- |
| Australien (ARIA)            | Gold                                                                   | 35.000   |
| Brasilien (PMB)              | Gold                                                                   | 55.000   |
| Vereinigtes Königreich (BPI) | Silber                                                                 | 200.000  |
| Insgesamt                    | 1× Silber · 2× Gold ·                                                  | 255.000  |

### Saturn
| Land/Region                  | Auszeichnungen für Musikverkäufe (Land/Region, Auszeichnung, Verkäufe) | Verkäufe  |
| ---------------------------- | ---------------------------------------------------------------------- | --------- |
| Kanada (MC)                  | 2× Platin                                                              | 160.000   |
| Neuseeland (RMNZ)            | Platin                                                                 | 30.000    |
| Vereinigte Staaten (RIAA)    | 2× Platin                                                              | 2.000.000 |
| Vereinigtes Königreich (BPI) | Gold                                                                   | 400.000   |
| Insgesamt                    | 1× Gold · 5× Platin ·                                                  | 2.590.000 |

### Luther
| Land/Region                  | Auszeichnungen für Musikverkäufe (Land/Region, Auszeichnung, Verkäufe) | Verkäufe |
| ---------------------------- | ---------------------------------------------------------------------- | -------- |
| Australien (ARIA)            | 3× Platin                                                              | 210.000  |
| Belgien (BRMA)               | Gold                                                                   | 20.000   |
| Brasilien (PMB)              | Platin                                                                 | 40.000   |
| Frankreich (SNEP)            | Gold                                                                   | 100.000  |
| Griechenland (IFPI)          | Gold                                                                   | 10.000   |
| Neuseeland (RMNZ)            | 2× Platin                                                              | 60.000   |
| Portugal (AFP)               | 2× Platin                                                              | 20.000   |
| Vereinigtes Königreich (BPI) | Gold                                                                   | 400.000  |
| Zentralamerika (CFC)         | Gold                                                                   | 35.000   |
| Insgesamt                    | 5× Gold · 8× Platin ·                                                  | 895.000  |

## Auszeichnungen nach Liedern

### West Savannah
| Land/Region               | Auszeichnungen für Musikverkäufe (Land/Region, Auszeichnung, Verkäufe) | Verkäufe |
| ------------------------- | ---------------------------------------------------------------------- | -------- |
| Vereinigte Staaten (RIAA) | Gold                                                                   | 500.000  |
| Insgesamt                 | 1× Gold ·                                                              | 500.000  |

### The Need to Know
| Land/Region               | Auszeichnungen für Musikverkäufe (Land/Region, Auszeichnung, Verkäufe) | Verkäufe  |
| ------------------------- | ---------------------------------------------------------------------- | --------- |
| Vereinigte Staaten (RIAA) | Platin                                                                 | 1.000.000 |
| Insgesamt                 | 1× Platin ·                                                            | 1.000.000 |

### Supermodel
| Land/Region                  | Auszeichnungen für Musikverkäufe (Land/Region, Auszeichnung, Verkäufe) | Verkäufe  |
| ---------------------------- | ---------------------------------------------------------------------- | --------- |
| Kanada (MC)                  | Platin                                                                 | 80.000    |
| Neuseeland (RMNZ)            | Platin                                                                 | 30.000    |
| Vereinigte Staaten (RIAA)    | 2× Platin                                                              | 2.000.000 |
| Vereinigtes Königreich (BPI) | Silber                                                                 | 200.000   |
| Insgesamt                    | 1× Silber · 4× Platin ·                                                | 2.310.000 |

### Prom
| Land/Region               | Auszeichnungen für Musikverkäufe (Land/Region, Auszeichnung, Verkäufe) | Verkäufe  |
| ------------------------- | ---------------------------------------------------------------------- | --------- |
| Vereinigte Staaten (RIAA) | Platin                                                                 | 1.000.000 |
| Insgesamt                 | 1× Platin ·                                                            | 1.000.000 |

### Go Gina
| Land/Region               | Auszeichnungen für Musikverkäufe (Land/Region, Auszeichnung, Verkäufe) | Verkäufe  |
| ------------------------- | ---------------------------------------------------------------------- | --------- |
| Kanada (MC)               | Gold                                                                   | 40.000    |
| Vereinigte Staaten (RIAA) | Platin                                                                 | 1.000.000 |
| Insgesamt                 | 1× Gold · 1× Platin ·                                                  | 1.040.000 |

### Anything
| Land/Region               | Auszeichnungen für Musikverkäufe (Land/Region, Auszeichnung, Verkäufe) | Verkäufe |
| ------------------------- | ---------------------------------------------------------------------- | -------- |
| Vereinigte Staaten (RIAA) | Gold                                                                   | 500.000  |
| Insgesamt                 | 1× Gold ·                                                              | 500.000  |

### Wavy
| Land/Region               | Auszeichnungen für Musikverkäufe (Land/Region, Auszeichnung, Verkäufe) | Verkäufe |
| ------------------------- | ---------------------------------------------------------------------- | -------- |
| Vereinigte Staaten (RIAA) | Gold                                                                   | 500.000  |
| Insgesamt                 | 1× Gold ·                                                              | 500.000  |

### Normal Girl
| Land/Region                  | Auszeichnungen für Musikverkäufe (Land/Region, Auszeichnung, Verkäufe) | Verkäufe  |
| ---------------------------- | ---------------------------------------------------------------------- | --------- |
| Brasilien (PMB)              | Gold                                                                   | 20.000    |
| Kanada (MC)                  | Platin                                                                 | 80.000    |
| Vereinigte Staaten (RIAA)    | 2× Platin                                                              | 2.000.000 |
| Vereinigtes Königreich (BPI) | Silber                                                                 | 200.000   |
| Insgesamt                    | 1× Silber · 1× Gold · 3× Platin ·                                      | 2.300.000 |

### Pretty Little Birds
| Land/Region               | Auszeichnungen für Musikverkäufe (Land/Region, Auszeichnung, Verkäufe) | Verkäufe  |
| ------------------------- | ---------------------------------------------------------------------- | --------- |
| Vereinigte Staaten (RIAA) | Platin                                                                 | 1.000.000 |
| Insgesamt                 | 1× Platin ·                                                            | 1.000.000 |

### 20 Something
| Land/Region               | Auszeichnungen für Musikverkäufe (Land/Region, Auszeichnung, Verkäufe) | Verkäufe |
| ------------------------- | ---------------------------------------------------------------------- | -------- |
| Kanada (MC)               | Gold                                                                   | 40.000   |
| Vereinigte Staaten (RIAA) | Gold                                                                   | 500.000  |
| Insgesamt                 | 2× Gold ·                                                              | 540.000  |

### Awkward
| Land/Region               | Auszeichnungen für Musikverkäufe (Land/Region, Auszeichnung, Verkäufe) | Verkäufe  |
| ------------------------- | ---------------------------------------------------------------------- | --------- |
| Vereinigte Staaten (RIAA) | Platin                                                                 | 1.000.000 |
| Insgesamt                 | 1× Platin ·                                                            | 1.000.000 |

### I Do
| Land/Region                  | Auszeichnungen für Musikverkäufe (Land/Region, Auszeichnung, Verkäufe) | Verkäufe  |
| ---------------------------- | ---------------------------------------------------------------------- | --------- |
| Australien (ARIA)            | Platin                                                                 | 70.000    |
| Vereinigte Staaten (RIAA)    | 2× Platin                                                              | 2.000.000 |
| Vereinigtes Königreich (BPI) | Silber                                                                 | 200.000   |
| Insgesamt                    | 1× Silber · 3× Platin ·                                                | 2.270.000 |

### Staring at the Sun
| Land/Region               | Auszeichnungen für Musikverkäufe (Land/Region, Auszeichnung, Verkäufe) | Verkäufe  |
| ------------------------- | ---------------------------------------------------------------------- | --------- |
| Australien (ARIA)         | Gold                                                                   | 35.000    |
| Brasilien (PMB)           | Gold                                                                   | 20.000    |
| Kanada (MC)               | Platin                                                                 | 80.000    |
| Vereinigte Staaten (RIAA) | Platin                                                                 | 1.000.000 |
| Insgesamt                 | 2× Gold · 2× Platin ·                                                  | 1.135.000 |

### Beautiful
| Land/Region               | Auszeichnungen für Musikverkäufe (Land/Region, Auszeichnung, Verkäufe) | Verkäufe |
| ------------------------- | ---------------------------------------------------------------------- | -------- |
| Vereinigte Staaten (RIAA) | Gold                                                                   | 500.000  |
| Insgesamt                 | 1× Gold ·                                                              | 500.000  |

### 2AM
| Land/Region               | Auszeichnungen für Musikverkäufe (Land/Region, Auszeichnung, Verkäufe) | Verkäufe |
| ------------------------- | ---------------------------------------------------------------------- | -------- |
| Vereinigte Staaten (RIAA) | Gold                                                                   | 500.000  |
| Insgesamt                 | 1× Gold ·                                                              | 500.000  |

### Tread Carefully
| Land/Region               | Auszeichnungen für Musikverkäufe (Land/Region, Auszeichnung, Verkäufe) | Verkäufe |
| ------------------------- | ---------------------------------------------------------------------- | -------- |
| Vereinigte Staaten (RIAA) | Gold                                                                   | 500.000  |
| Insgesamt                 | 1× Gold ·                                                              | 500.000  |

### Blind
| Land/Region                  | Auszeichnungen für Musikverkäufe (Land/Region, Auszeichnung, Verkäufe) | Verkäufe  |
| ---------------------------- | ---------------------------------------------------------------------- | --------- |
| Brasilien (PMB)              | Platin                                                                 | 40.000    |
| Kanada (MC)                  | Platin                                                                 | 80.000    |
| Vereinigte Staaten (RIAA)    | 2× Platin                                                              | 2.000.000 |
| Vereinigtes Königreich (BPI) | Silber                                                                 | 200.000   |
| Insgesamt                    | 1× Silber · 4× Platin ·                                                | 2.320.000 |

### Low
| Land/Region                  | Auszeichnungen für Musikverkäufe (Land/Region, Auszeichnung, Verkäufe) | Verkäufe  |
| ---------------------------- | ---------------------------------------------------------------------- | --------- |
| Australien (ARIA)            | Gold                                                                   | 35.000    |
| Brasilien (PMB)              | Platin                                                                 | 40.000    |
| Kanada (MC)                  | 3× Platin                                                              | 240.000   |
| Vereinigte Staaten (RIAA)    | 2× Platin                                                              | 2.000.000 |
| Vereinigtes Königreich (BPI) | Silber                                                                 | 200.000   |
| Insgesamt                    | 1× Silber · 1× Gold · 6× Platin ·                                      | 2.515.000 |

### Love Language
| Land/Region               | Auszeichnungen für Musikverkäufe (Land/Region, Auszeichnung, Verkäufe) | Verkäufe  |
| ------------------------- | ---------------------------------------------------------------------- | --------- |
| Brasilien (PMB)           | Gold                                                                   | 20.000    |
| Kanada (MC)               | Platin                                                                 | 80.000    |
| Vereinigte Staaten (RIAA) | Platin                                                                 | 1.000.000 |
| Insgesamt                 | 1× Gold · 2× Platin ·                                                  | 1.100.000 |

### Seek & Destroy
| Land/Region               | Auszeichnungen für Musikverkäufe (Land/Region, Auszeichnung, Verkäufe) | Verkäufe  |
| ------------------------- | ---------------------------------------------------------------------- | --------- |
| Brasilien (PMB)           | Gold                                                                   | 20.000    |
| Kanada (MC)               | Platin                                                                 | 80.000    |
| Vereinigte Staaten (RIAA) | Platin                                                                 | 1.000.000 |
| Insgesamt                 | 1× Gold · 2× Platin ·                                                  | 1.100.000 |

### Used
| Land/Region               | Auszeichnungen für Musikverkäufe (Land/Region, Auszeichnung, Verkäufe) | Verkäufe  |
| ------------------------- | ---------------------------------------------------------------------- | --------- |
| Brasilien (PMB)           | Gold                                                                   | 20.000    |
| Kanada (MC)               | Platin                                                                 | 80.000    |
| Vereinigte Staaten (RIAA) | Platin                                                                 | 1.000.000 |
| Insgesamt                 | 1× Gold · 2× Platin ·                                                  | 1.100.000 |

### SOS
| Land/Region               | Auszeichnungen für Musikverkäufe (Land/Region, Auszeichnung, Verkäufe) | Verkäufe |
| ------------------------- | ---------------------------------------------------------------------- | -------- |
| Kanada (MC)               | Gold                                                                   | 40.000   |
| Vereinigte Staaten (RIAA) | Gold                                                                   | 500.000  |
| Insgesamt                 | 2× Gold ·                                                              | 540.000  |

### Conceited
| Land/Region               | Auszeichnungen für Musikverkäufe (Land/Region, Auszeichnung, Verkäufe) | Verkäufe |
| ------------------------- | ---------------------------------------------------------------------- | -------- |
| Kanada (MC)               | Gold                                                                   | 40.000   |
| Vereinigte Staaten (RIAA) | Gold                                                                   | 500.000  |
| Insgesamt                 | 2× Gold ·                                                              | 540.000  |

### Far
| Land/Region               | Auszeichnungen für Musikverkäufe (Land/Region, Auszeichnung, Verkäufe) | Verkäufe |
| ------------------------- | ---------------------------------------------------------------------- | -------- |
| Kanada (MC)               | Gold                                                                   | 40.000   |
| Vereinigte Staaten (RIAA) | Gold                                                                   | 500.000  |
| Insgesamt                 | 2× Gold ·                                                              | 540.000  |

### Too Late
| Land/Region               | Auszeichnungen für Musikverkäufe (Land/Region, Auszeichnung, Verkäufe) | Verkäufe |
| ------------------------- | ---------------------------------------------------------------------- | -------- |
| Kanada (MC)               | Gold                                                                   | 40.000   |
| Vereinigte Staaten (RIAA) | Gold                                                                   | 500.000  |
| Insgesamt                 | 2× Gold ·                                                              | 540.000  |

### Special
| Land/Region               | Auszeichnungen für Musikverkäufe (Land/Region, Auszeichnung, Verkäufe) | Verkäufe  |
| ------------------------- | ---------------------------------------------------------------------- | --------- |
| Kanada (MC)               | Platin                                                                 | 80.000    |
| Vereinigte Staaten (RIAA) | Platin                                                                 | 1.000.000 |
| Insgesamt                 | 2× Platin ·                                                            | 1.080.000 |

### Ghost in the Machine
| Land/Region               | Auszeichnungen für Musikverkäufe (Land/Region, Auszeichnung, Verkäufe) | Verkäufe  |
| ------------------------- | ---------------------------------------------------------------------- | --------- |
| Brasilien (PMB)           | Gold                                                                   | 20.000    |
| Kanada (MC)               | Platin                                                                 | 80.000    |
| Vereinigte Staaten (RIAA) | Platin                                                                 | 1.000.000 |
| Insgesamt                 | 1× Gold · 2× Platin ·                                                  | 1.100.000 |

### Gone Girl
| Land/Region               | Auszeichnungen für Musikverkäufe (Land/Region, Auszeichnung, Verkäufe) | Verkäufe |
| ------------------------- | ---------------------------------------------------------------------- | -------- |
| Kanada (MC)               | Gold                                                                   | 40.000   |
| Vereinigte Staaten (RIAA) | Gold                                                                   | 500.000  |
| Insgesamt                 | 2× Gold ·                                                              | 540.000  |

### Notice Me
| Land/Region               | Auszeichnungen für Musikverkäufe (Land/Region, Auszeichnung, Verkäufe) | Verkäufe |
| ------------------------- | ---------------------------------------------------------------------- | -------- |
| Kanada (MC)               | Gold                                                                   | 40.000   |
| Vereinigte Staaten (RIAA) | Gold                                                                   | 500.000  |
| Insgesamt                 | 2× Gold ·                                                              | 540.000  |

### Smoking on My Ex Pack
| Land/Region               | Auszeichnungen für Musikverkäufe (Land/Region, Auszeichnung, Verkäufe) | Verkäufe |
| ------------------------- | ---------------------------------------------------------------------- | -------- |
| Kanada (MC)               | Gold                                                                   | 40.000   |
| Vereinigte Staaten (RIAA) | Gold                                                                   | 500.000  |
| Insgesamt                 | 2× Gold ·                                                              | 540.000  |

### F2F
| Land/Region               | Auszeichnungen für Musikverkäufe (Land/Region, Auszeichnung, Verkäufe) | Verkäufe |
| ------------------------- | ---------------------------------------------------------------------- | -------- |
| Kanada (MC)               | Platin                                                                 | 80.000   |
| Vereinigte Staaten (RIAA) | Gold                                                                   | 500.000  |
| Insgesamt                 | 1× Gold · 1× Platin ·                                                  | 580.000  |

### Forgiveless
| Land/Region               | Auszeichnungen für Musikverkäufe (Land/Region, Auszeichnung, Verkäufe) | Verkäufe |
| ------------------------- | ---------------------------------------------------------------------- | -------- |
| Vereinigte Staaten (RIAA) | Gold                                                                   | 500.000  |
| Insgesamt                 | 1× Gold ·                                                              | 500.000  |

### Telekinesis
| Land/Region                  | Auszeichnungen für Musikverkäufe (Land/Region, Auszeichnung, Verkäufe) | Verkäufe  |
| ---------------------------- | ---------------------------------------------------------------------- | --------- |
| Australien (ARIA)            | Gold                                                                   | 35.000    |
| Brasilien (PMB)              | Platin                                                                 | 40.000    |
| Italien (FIMI)               | Gold                                                                   | 50.000    |
| Kanada (MC)                  | 2× Platin                                                              | 160.000   |
| Polen (ZPAV)                 | Gold                                                                   | 25.000    |
| Vereinigte Staaten (RIAA)    | Platin                                                                 | 1.000.000 |
| Vereinigtes Königreich (BPI) | Silber                                                                 | 200.000   |
| Insgesamt                    | 1× Silber · 3× Gold · 4× Platin ·                                      | 1.510.000 |

### Open Arms
| Land/Region                  | Auszeichnungen für Musikverkäufe (Land/Region, Auszeichnung, Verkäufe) | Verkäufe  |
| ---------------------------- | ---------------------------------------------------------------------- | --------- |
| Brasilien (PMB)              | Gold                                                                   | 20.000    |
| Kanada (MC)                  | 2× Platin                                                              | 160.000   |
| Neuseeland (RMNZ)            | Platin                                                                 | 30.000    |
| Portugal (AFP)               | Platin                                                                 | 10.000    |
| Vereinigte Staaten (RIAA)    | Platin                                                                 | 1.000.000 |
| Vereinigtes Königreich (BPI) | Gold                                                                   | 400.000   |
| Insgesamt                    | 2× Gold · 5× Platin ·                                                  | 1.620.000 |

### Rich Baby Daddy
| Land/Region                  | Auszeichnungen für Musikverkäufe (Land/Region, Auszeichnung, Verkäufe) | Verkäufe |
| ---------------------------- | ---------------------------------------------------------------------- | -------- |
| Australien (ARIA)            | Platin                                                                 | 70.000   |
| Kanada (MC)                  | 2× Platin                                                              | 160.000  |
| Neuseeland (RMNZ)            | Platin                                                                 | 30.000   |
| Polen (ZPAV)                 | Gold                                                                   | 25.000   |
| Vereinigtes Königreich (BPI) | Platin                                                                 | 600.000  |
| Insgesamt                    | 1× Gold · 5× Platin ·                                                  | 885.000  |

### 30 for 30
| Land/Region | Auszeichnungen für Musikverkäufe (Land/Region, Auszeichnung, Verkäufe) | Verkäufe |
| ----------- | ---------------------------------------------------------------------- | -------- |
| Kanada (MC) | Gold                                                                   | 40.000   |
| Insgesamt   | 1× Gold ·                                                              | 40.000   |

### BMF
| Land/Region       | Auszeichnungen für Musikverkäufe (Land/Region, Auszeichnung, Verkäufe) | Verkäufe |
| ----------------- | ---------------------------------------------------------------------- | -------- |
| Kanada (MC)       | Platin                                                                 | 80.000   |
| Neuseeland (RMNZ) | Gold                                                                   | 15.000   |
| Insgesamt         | 1× Gold · 1× Platin ·                                                  | 95.000   |

## Statistik und Quellen
| Land/RegionAuszeichnungen für Musikverkäufe (Land/Region, Auszeichnungen, Verkäufe, Quellen) | Silber       | Gold       | Platin         | Diamant       | Verkäufe    | Quellen              |
| -------------------------------------------------------------------------------------------- | ------------ | ---------- | -------------- | ------------- | ----------- | -------------------- |
| Australien (ARIA)                                                                            | —            | 6× Gold6   | 60× Platin60   | —             | 4.410.000   | aria.com.au          |
| Belgien (BRMA)                                                                               | —            | 2× Gold2   | 2× Platin2     | —             | 105.000     | ultratop.be          |
| Brasilien (PMB)                                                                              | —            | 12× Gold12 | 15× Platin15   | 10× Diamant10 | 2.460.000   | pro-musicabr.org.br  |
| Dänemark (IFPI)                                                                              | —            | 2× Gold2   | 13× Platin13   | —             | 980.000     | ifpi.dk              |
| Deutschland (BVMI)                                                                           | —            | 3× Gold3   | Platin1        | —             | 1.100.000   | musikindustrie.de    |
| Finnland (IFPI)                                                                              | —            | —          | Platin1        | —             | 40.000      | Einzelnachweise      |
| Frankreich (SNEP)                                                                            | —            | 5× Gold5   | 3× Platin3     | 2× Diamant2   | 1.599.999   | snepmusique.com      |
| Griechenland (IFPI)                                                                          | —            | Gold1      | 5× Platin5     | —             | 110.000     | Einzelnachweise      |
| Italien (FIMI)                                                                               | —            | 2× Gold2   | 6× Platin6     | —             | 445.000     | fimi.it              |
| Kanada (MC)                                                                                  | —            | 12× Gold12 | 92× Platin92   | —             | 7.840.000   | musiccanada.com      |
| Mexiko (AMPROFON)                                                                            | —            | —          | 5× Platin5     | —             | 700.000     | amprofon.com.mx      |
| Neuseeland (RMNZ)                                                                            | —            | 2× Gold2   | 67× Platin67   | —             | 1.860.000   | radioscope.co.nz NZ2 |
| Niederlande (NVPI)                                                                           | —            | —          | Platin1        | —             | 30.000      | nvpi.nl              |
| Norwegen (IFPI)                                                                              | —            | —          | 2× Platin2     | —             | 120.000     | ifpi.no              |
| Österreich (IFPI)                                                                            | —            | —          | 3× Platin3     | —             | 90.000      | ifpi.at              |
| Polen (ZPAV)                                                                                 | —            | 4× Gold4   | 7× Platin7     | —             | 420.000     | olis.pl              |
| Portugal (AFP)                                                                               | —            | Gold1      | 19× Platin19   | —             | 192.000     | Einzelnachweise      |
| Schweden (IFPI)                                                                              | —            | 3× Gold3   | 6× Platin6     | —             | 575.000     | sverigetopplistan.se |
| Schweiz (IFPI)                                                                               | —            | 3× Gold3   | Platin1        | —             | 50.000      | hitparade.ch         |
| Spanien (Promusicae)                                                                         | —            | 3× Gold3   | 5× Platin5     | —             | 360.000     | elportaldemusica.es  |
| Südafrika (RISA)                                                                             | —            | Gold1      | —              | —             | 10.000      | Einzelnachweise      |
| Ungarn (MAHASZ)                                                                              | —            | Gold1      | 2× Platin2     | —             | 10.000      | slagerlistak.hu      |
| Vereinigte Staaten (RIAA)                                                                    | —            | 16× Gold16 | 115× Platin115 | —             | 123.000.000 | riaa.com             |
| Vereinigtes Königreich (BPI)                                                                 | 13× Silber13 | 6× Gold6   | 19× Platin19   | —             | 15.600.000  | bpi.co.uk            |
| Zentralamerika (CFC)                                                                         | —            | Gold1      | —              | —             | 35.000      | cfc-musica.com       |
| Insgesamt                                                                                    | 13× Silber13 | 86× Gold86 | 450× Platin450 | 12× Diamant12 |             |                      |